# Hydroniscus malyutinae
Hydroniscus malyutinae är en kräftdjursart som beskrevs av George 2004. Hydroniscus malyutinae ingår i släktet Hydroniscus och familjen Haploniscidae. Inga underarter finns listade i Catalogue of Life.